# Gare de Drefféac
Gare de Drefféac vasútállomás Franciaországban, Drefféac településen.

## Vasútvonalak
Az állomást az alábbi vasútvonalak érintik:
- Savenay–Landerneau-vasútvonal

## Kapcsolódó állomások
A vasútállomáshoz az alábbi állomások vannak a legközelebb:
- Gare de Pontchâteau (Gare de Savenay, Savenay–Landerneau-vasútvonal)
- Gare de Saint-Gildas-des-Bois (Gare de Landerneau, Savenay–Landerneau-vasútvonal)